# Annerose Diete
Annerose Diete (* 1936; † 2010) war eine deutsche Balletttänzerin, Schauspielerin, Schauspiellehrerin und Hörspielsprecherin.

## Leben
Annerose Diete tanzte im Alter von 14 Jahren bei der Tanzpädagogin Mary Wigman in Leipzig vor. Obwohl nicht alles nach Plan lief, wurde sie in die neue Klasse der Tanzschule aufgenommen. Mit 17 Jahren quetschte ein gutartiger Tumor ihre Lunge zusammen,  trotzdem trainierte sie weiter und erhielt Engagements in Potsdam und Magdeburg, wo sie den Dramaturgen Otto Fritz Hayner kennenlernte, den sie 1959 heiratete. Als sie aus gesundheitlichen Gründen das Tanzen aufgeben musste, absolvierte sie am Anfang ihrer 30er Jahre noch ein Schauspielstudium und bekam im Anschluss ein Engagement am Kleist-Theater in Frankfurt (Oder). Doch auch diesen Beruf konnte sie wegen Herzproblemen ab den 1990er Jahren nicht mehr ausüben. Sie gab sich aber nicht auf und wurde Schauspiellehrerin, so am Maria-Körber-Schauspielstudio Berlin und gab auch privaten Schauspielunterricht. Vereinzelt stand sie vor der Kamera und wirkte auch als Hörspielsprecherin.
Annerose Diete verstarb im Jahr 2010. Sie war mit dem Dramaturgen und Schauspiellehrer Otto Fritz Hayner (1933–2018) verheiratet, mit dem sie zwei Töchter bekam, von denen eine die Schauspielerin Franziska Hayner (* 1961) ist.

## Filmografie
- 1975: Blumen für den Mann im Mond
- 1978: Brandstellen
- 2009: Der schwarze Kanal kehrt zurück (Fernsehfilm)

## Theater
- 1977: Armin Stolper: Klara und der Gänserich (Eva) – Regie: Klaus Baschleben (Kleist-Theater Frankfurt (Oder))
- 1979: Heiner Müller nach Inge Müller: Weiberkomödie – Regie: Wilfried Mattukat (Kleist-Theater Frankfurt (Oder))
- 1984: William Shakespeare: Hamlet (Gertrude) – Regie:Konrad Zschiedrich (Kleist-Theater Frankfurt (Oder))
- 1986: Bertolt Brecht: Der kaukasische Kreidekreis  – Regie: Horst Lebinsky (Kleist-Theater Frankfurt (Oder))

## Hörspiele
- 2003: Norbert Viertel: Das Puzzle – Regie: ? (Hörbuch – Avinius-Verlag)